# Casal dos Bernardos
Casal dos Bernardos era una freguesia portuguesa del municipio de Ourém, distrito de Santarém.

## Historia
Fue suprimida el 28 de enero de 2013, en aplicación de una resolución de la Asamblea de la República portuguesa promulgada el 16 de enero de 2013 al unirse con la freguesia de Rio de Couros, formando la nueva freguesia de Rio de Couros e Casal dos Bernardos.